# Gramova matice

Gramova matice je obsahuje skalární součiny všech možných dvojic daných vektorů. U standardního skalárního součinu odpovídá součinu matice se svou transpozicí zleva.

V lineární algebře zobecňují Gramovy matice a jejich determinanty míru změny objemu u lineárních zobrazení daných obdélníkovými maticemi, podobně jako tomu činí determinant u čtvercových matic. 
Gramovy matice tvořeny skalárními součiny všech dvojic z dané množiny vektorů.
Gramovy matice se ve statistice a strojovém učení využívají pro určení korelace mezi dvěma objekty.
Gramova matice i její determinant nesou jméno dánského matematika Jørgena Pedersena Grama.

## Definice
Gramovou maticí {\displaystyle {\boldsymbol {G}}} určenou vektory {\displaystyle {\boldsymbol {v}}_{1},\dots ,{\boldsymbol {v}}_{n}} z unitárního prostoru {\displaystyle V} se rozumí čtvercová matice řádu {\displaystyle n} jejíž prvky jsou dány skalárními součiny daných vektorů, neboli {\displaystyle g_{ij}=\langle {\boldsymbol {v}}_{i}|{\boldsymbol {v}}_{j}\rangle }.
Pro standardní skalární součin na komplexním aritmetickém vektorovém prostoru {\displaystyle \mathbb {C} ^{m}} a vektory {\displaystyle {\boldsymbol {v}}_{1},\dots ,{\boldsymbol {v}}_{n}} lze Gramovu matici vyjádřit součinem {\displaystyle {\boldsymbol {G}}={\boldsymbol {A}}^{\mathrm {H} }{\boldsymbol {A}}}, kde sloupce matice {\displaystyle {\boldsymbol {A}}} tvoří vektory {\displaystyle {\boldsymbol {v}}_{1},\dots ,{\boldsymbol {v}}_{n}} a {\displaystyle {\boldsymbol {A}}^{\mathrm {H} }} značí její hermitovskou transpozici. U reálných matic se uvedený vztah zjednoduší na {\displaystyle {\boldsymbol {G}}={\boldsymbol {A}}^{\mathrm {T} }{\boldsymbol {A}}}, přičemž {\displaystyle {\boldsymbol {A}}^{\mathrm {T} }} je transpozice matice {\displaystyle {\boldsymbol {A}}}.
Obecněji lze Gramovu matici definovat i vzhledem k bilineární formě {\displaystyle b\colon V\times V\to T} na prostoru {\displaystyle V} nad tělesem {\displaystyle T} předpisem {\displaystyle g_{ij}=b({\boldsymbol {v}}_{i},{\boldsymbol {v}}_{j})}.
Gramův determinant, neboli Gramián je determinant Gramovy matice:
{\displaystyle \det {\boldsymbol {G}}(v_{1},\dots ,v_{n})={\begin{vmatrix}\langle {\boldsymbol {v}}_{1}|{\boldsymbol {v}}_{1}\rangle &\langle {\boldsymbol {v}}_{1}|{\boldsymbol {v}}_{2}\rangle &\dots &\langle {\boldsymbol {v}}_{1}|{\boldsymbol {v}}_{n}\rangle \\\langle {\boldsymbol {v}}_{2}|{\boldsymbol {v}}_{1}\rangle &\langle {\boldsymbol {v}}_{2}|{\boldsymbol {v}}_{2}\rangle &\dots &\langle {\boldsymbol {v}}_{2}|{\boldsymbol {v}}_{n}\rangle \\\vdots &\vdots &\ddots &\vdots \\\langle {\boldsymbol {v}}_{n}|{\boldsymbol {v}}_{1}\rangle &\langle {\boldsymbol {v}}_{n}|{\boldsymbol {v}}_{2}\rangle &\dots &\langle {\boldsymbol {v}}_{n}|{\boldsymbol {v}}_{n}\rangle \end{vmatrix}}}
Alternativně lze Gramův determinant definovat jako {\displaystyle \operatorname {Gram} ({\boldsymbol {A}})=\det({\boldsymbol {A}}^{\mathrm {T} }{\boldsymbol {A}})}pro matice {\displaystyle {\boldsymbol {A}}\in T^{m\times n}}.

Výpočet a význam Gramovy matice dvou vektorů v trojrozměrném prostoru. Hodnota odmocniny Gramova determinantu odpovídá ploše vyznačeného rovnoběžníku a dvojnásobku plochy šrafovaného trojúhelníku.

### Ukázka
Gramova matice určená reálnými vektory {\displaystyle {\boldsymbol {v}}_{1}=(3,1,2)^{\mathrm {T} }} a {\displaystyle {\boldsymbol {v}}_{2}=(1,2,1)^{\mathrm {T} }} vůči standardnímu skalárnímu součinu na {\displaystyle \mathbb {R} ^{3}} je:
{\displaystyle {\boldsymbol {G}}(v_{1},v_{2})={\begin{pmatrix}\langle {\boldsymbol {v}}_{1}|{\boldsymbol {v}}_{1}\rangle &\langle {\boldsymbol {v}}_{1}|{\boldsymbol {v}}_{2}\rangle \\\langle {\boldsymbol {v}}_{2}|{\boldsymbol {v}}_{1}\rangle &\langle {\boldsymbol {v}}_{2}|{\boldsymbol {v}}_{2}\rangle \\\end{pmatrix}}={\begin{pmatrix}3\cdot 3+1\cdot 1+2\cdot 2&3\cdot 1+1\cdot 2+2\cdot 1\\1\cdot 3+2\cdot 1+1\cdot 2&1\cdot 1+2\cdot 2+1\cdot 1\end{pmatrix}}={\begin{pmatrix}14&7\\7&6\end{pmatrix}}}
Tutéž matici lze získat i součinem:
{\displaystyle {\boldsymbol {G}}(v_{1},v_{2})={\boldsymbol {A}}^{\mathrm {T} }{\boldsymbol {A}}={\begin{pmatrix}3&1&2\\1&2&1\end{pmatrix}}{\begin{pmatrix}3&1\\1&2\\2&1\end{pmatrix}}={\begin{pmatrix}14&7\\7&6\end{pmatrix}}}
Gramův determinant matice {\displaystyle {\boldsymbol {A}}} má hodnotu:
{\displaystyle \operatorname {Gram} ({\boldsymbol {A}})=\det {\boldsymbol {G}}(v_{1},v_{2})={\begin{vmatrix}14&7\\7&6\end{vmatrix}}=14\cdot 6-7\cdot 7=35}

## Vlastnosti
- Pomocí Gramovy matice lze testovat lineární nezávislost: dané vektory jsou lineárně nezávislé, právě když odpovídající Gramova matice má nenulový determinant.
- Hodnost Gramovy matice vektorů v {\displaystyle \mathbb {R} ^{k}} nebo {\displaystyle \mathbb {C} ^{k}} je rovna dimenzi podprostoru generovaného jejími řádky i sloupci.
- Protože {\displaystyle {\boldsymbol {G}}={\boldsymbol {G}}^{\mathrm {H} }}, součin matic {\displaystyle {\boldsymbol {G}}} a {\displaystyle {\boldsymbol {G}}^{\mathrm {H} }} komutuje. Každá reálná nebo komplexní Gramova matice {\displaystyle {\boldsymbol {G}}} je normální.
- Gramova matice jakékoli ortonormální báze je jednotková matice. Jinými slovy, Gramova matice řádků nebo sloupců reálné rotační matice je jednotková. Podobně Gramova matice řádků nebo sloupců unitární matice je také jednotková.
- Reálná Gramova matice je symetrická, a proto je diagonalizovatelná a její vlastní čísla jsou nezáporná. Diagonalizace Gramovy matice pak odpovídá singulárnímu rozkladu.
- Gramův determinant lze také spočítat podle Binetovy–Cauchyho věty jako součet přes druhou mocninu všech maximálních subdeterminantů.

### Geometrický význam
Gramův determinant je roven druhé mocnině vnějšího součinu daných vektorů. Jeho druhá odmocnina je tedy rovna objemu rovnoběžnostěnu určeného těmito vektory.
Vzhledem k tomu, že Gramův determinant je nezáporný, lze odmocnit z něj a získat vztah:
{\displaystyle \operatorname {Vol} ({\boldsymbol {v}}_{1},\dotsc ,{\boldsymbol {v}}_{n})={\sqrt {\operatorname {Gram} ({\boldsymbol {A}})}}}
pro {\displaystyle n}-rozměrný objem rovnoběžnostěnu určeného vektory {\displaystyle {\boldsymbol {v}}_{1},\dots ,{\boldsymbol {v}}_{n}}.
Pomocí Gramova determinantu lze spočítat objem simplexu určeného danými vektory; jeho objem je {\displaystyle {\frac {1}{n!}}\operatorname {Vol} ({\boldsymbol {v}}_{1},\dotsc ,{\boldsymbol {v}}_{n})} .

#### Ukázka
Plocha rovnoběžníku v prostoru {\displaystyle \mathbb {R} ^{3}}, jehož strany tvoří vektory {\displaystyle {\boldsymbol {v}}_{1}=(3,1,2)^{\mathrm {T} }} a {\displaystyle {\boldsymbol {v}}_{2}=(1,2,1)^{\mathrm {T} }}je rovna odmocnině z Gramova determinantu {\displaystyle {\sqrt {\det {\boldsymbol {G}}(v_{1},v_{2})}}={\sqrt {\begin{vmatrix}14&7\\7&6\end{vmatrix}}}={\sqrt {35}}}. Trojúhelník, jehož dvě strany tvoří {\displaystyle {\boldsymbol {v}}_{1}} a {\displaystyle {\boldsymbol {v}}_{2}} má plochu {\displaystyle {\frac {\sqrt {35}}{2}}}.

### Definitnost
Z definice skalárního součinu vyplývá, že reálná Gramova matice symetrická, zatímco nad komplexními čísly je hermitovská.
Gramova matice reálných vektorů je vždy pozitivně semidefinitní a každá pozitivně semidefinitní matice je Gramovou maticí nějaké množiny vektorů. Tato množina vektorů nemusí být jednoznačně dána; například Gramova matice jakékoliv ortonormální báze je jednotková matice.
Skutečnost, že Gramova matice je pozitivně-semidefinitní, lze odvodit následovně:
{\displaystyle {\boldsymbol {x}}^{\mathrm {H} }{\boldsymbol {Gx}}=\sum _{i,j}{\overline {x_{i}}}x_{j}\left\langle {\boldsymbol {v}}_{i}|{\boldsymbol {v}}_{j}\right\rangle =\sum _{i,j}\left\langle x_{i}{\boldsymbol {v}}_{i}|x_{j}{\boldsymbol {v}}_{j}\right\rangle ={\biggl \langle }\sum _{i}x_{i}{\boldsymbol {v}}_{i}{\biggr |}{\biggl .}\sum _{j}x_{j}{\boldsymbol {v}}_{j}{\biggr \rangle }={\biggl \|}\sum _{i}x_{i}{\boldsymbol {v}}_{i}{\biggr \|}^{2}\geq 0}
První rovnost vyplývá z definice maticového součinu, druhá a třetí z bilinearity skalárního součinu a poslední z pozitivní definitnosti skalárního součinu. Gramova matice je pozitivně definitní, právě když vektory {\displaystyle {\boldsymbol {v}}_{i}} jsou lineárně nezávislé (tj. {\textstyle \sum \limits _{i}x_{i}{\boldsymbol {v}}_{i}\neq {\boldsymbol {0}}} pro všechny netriviální kombinace koeficientů {\displaystyle x_{1},\dots ,x_{n}}).

### Vektorové realizace
Každá komplexní pozitivně semidefinitní matice {\displaystyle {\boldsymbol {M}}} má rozklad:
{\displaystyle {\boldsymbol {M}}={\boldsymbol {B}}^{\mathrm {H} }{\boldsymbol {B}}} ,
kde {\displaystyle {\boldsymbol {B}}} je matice typu {\displaystyle k\times n}, kde {\displaystyle k} je hodnost {\displaystyle {\boldsymbol {M}}}, a {\displaystyle {\boldsymbol {B}}^{\mathrm {H} }} je její hermitovská transpozice. V reálném případě dokonce existuje rozklad {\displaystyle {\boldsymbol {M}}={\boldsymbol {B}}^{\mathrm {T} }{\boldsymbol {B}}}. Uvedený rozklad lze získat různými způsoby, například pomocí Choleského rozkladu nebo u pomocí nezáporné druhé odmocniny matice {\displaystyle {\boldsymbol {M}}}.
Sloupce matice {\displaystyle {\boldsymbol {B}}} určují {\displaystyle n} vektorů  {\displaystyle {\boldsymbol {b}}_{1},\dots ,{\boldsymbol {b}}_{n}} z  prostoru {\displaystyle \mathbb {C} ^{k}} (případně z {\displaystyle k} -rozměrného euklidovského prostoru {\displaystyle \mathbb {R} ^{k}}, pro reálné matice). Prvky matice {\displaystyle {\boldsymbol {M}}} pak splňují
{\displaystyle m_{ij}={\boldsymbol {b}}_{j}^{\mathrm {H} }{\boldsymbol {b}}_{i}=\langle {\boldsymbol {b}}_{i}|{\boldsymbol {b}}_{j}\rangle }
přičemž v prvním případě jde o maticový součin a ve druhém o standardní skalární součin na {\displaystyle \mathbb {C} ^{k}} .
Hermitovská matice {\displaystyle {\boldsymbol {M}}} je proto pozitivně semidefinitní, právě když se jedná o Gramovu matici určenou vhodnými vektory {\displaystyle {\boldsymbol {b}}_{1},\dots ,{\boldsymbol {b}}_{n}}. Tyto vektory se nazývají vektorová realizace matice {\displaystyle {\boldsymbol {M}}}. Analogické tvrzení pro prostory nekonečné dimenze uvádí Mercerova věta.

#### Jednoznačnost vektorových realizací
Pokud je {\displaystyle {\boldsymbol {G}}} Gramova matice vektorů {\displaystyle {\boldsymbol {v}}_{1},\dots ,{\boldsymbol {v}}_{n}} v {\displaystyle \mathbb {R} ^{k}} pak použití jakékoli rotace nebo souměrnosti v {\displaystyle \mathbb {R} ^{k}} (jakákoli ortogonální transformace, tj. jakákoli euklidovská izometrie zachovávající 0) na tuto posloupnost vektorů vede ke stejné Gramově matici. Pro každou ortogonální matici {\displaystyle {\boldsymbol {Q}}} řádu {\displaystyle k} proto platí, že Gramova matice odpovídající vektorům {\displaystyle {\boldsymbol {Qv}}_{1},\dots ,{\boldsymbol {Qv}}_{n}} je také {\displaystyle {\boldsymbol {G}}}.
Toto je jediný způsob, jak se dvě vektorové realizace reálné matice {\displaystyle {\boldsymbol {G}}} mohou lišit: vektory {\displaystyle {\boldsymbol {v}}_{1},\dots ,{\boldsymbol {v}}_{n}} jsou dány jednoznačně až na ortogonální transformace. Jinými slovy, skalární součiny {\displaystyle \langle {\boldsymbol {v}}_{i}|{\boldsymbol {v}}_{j}\rangle } a {\displaystyle \langle {\boldsymbol {w}}_{i}|{\boldsymbol {w}}_{j}\rangle } jsou si rovny, právě když na {\displaystyle \mathbb {R} ^{k}}existuje izometrie, která převádí vektory {\displaystyle {\boldsymbol {v}}_{1},\dots ,{\boldsymbol {v}}_{n}} na {\displaystyle {\boldsymbol {w}}_{1},\dots ,{\boldsymbol {w}}_{n}}.
Totéž platí v komplexním případě s unitárními transformacemi namísto ortogonálních.  Shoduje-li se komplexní Gramova matice daná vektory {\displaystyle {\boldsymbol {v}}_{1},\dots ,{\boldsymbol {v}}_{n}\in \mathbb {C} ^{k}} s Gramovou maticí danou vektory {\displaystyle {\boldsymbol {w}}_{1},\dots ,{\boldsymbol {w}}_{n}\in \mathbb {C} ^{k}}, pak lze nalézt unitární matici {\displaystyle {\boldsymbol {Q}}} řádu {\displaystyle k} (neboli matici splňující {\displaystyle {\boldsymbol {Q}}^{\mathrm {H} }{\boldsymbol {Q}}=\mathbf {I} } ) takovou, že {\displaystyle {\boldsymbol {v}}_{i}={\boldsymbol {Qw}}_{i}} pro všechna {\displaystyle i=1,\dots ,n}. 

## Konstrukce ortonormální báze
Pomocí Gramovy matice {\displaystyle {\boldsymbol {G}}} odpovídající množině lineárně nezávislých vektorů {\displaystyle {\boldsymbol {v}}_{1},\dots ,{\boldsymbol {v}}_{n}} lze sestavit  ortonormální bázi předpisem:
{\displaystyle {\boldsymbol {u}}_{i}=\sum _{j}{\bigl (}{\boldsymbol {G}}^{-1/2}{\bigr )}_{ji}{\boldsymbol {v}}_{j}}
Tentýž předpis v maticovém zápisu zní: {\displaystyle {\boldsymbol {U}}={\boldsymbol {VG}}^{-1/2}}, přičemž sloupce matice {\displaystyle {\boldsymbol {U}}} tvoří vektory ortonormální báze {\displaystyle {\boldsymbol {u}}_{1},\dots ,{\boldsymbol {u}}_{n}} a matici {\displaystyle {\boldsymbol {V}}} dané vektory {\displaystyle {\boldsymbol {v}}_{1},\dots ,{\boldsymbol {v}}_{n}} .
Existence matice {\displaystyle {\boldsymbol {G}}^{-1/2}} vyplývá z toho, že {\displaystyle {\boldsymbol {G}}} je hermitovská, a proto má rozklad {\displaystyle {\boldsymbol {G}}={\boldsymbol {UDU}}^{\mathrm {H} }}, kde {\displaystyle {\boldsymbol {U}}} je unitární a {\displaystyle {\boldsymbol {D}}} je reálná diagonální matice. Vektory {\displaystyle {\boldsymbol {v}}_{1},\dots ,{\boldsymbol {v}}_{n}} jsou lineárně nezávislé, právě když {\displaystyle {\boldsymbol {G}}} je pozitivně definitní, což znamená, že prvky na diagonále {\displaystyle {\boldsymbol {D}}} jsou kladné. Matice {\displaystyle {\boldsymbol {G}}^{-1/2}} je jednoznačně definována vztahem {\displaystyle {\boldsymbol {G}}^{-1/2}={\boldsymbol {UD}}^{-1/2}{\boldsymbol {U}}^{\mathrm {H} }}. Takto získané vektory {\displaystyle {\boldsymbol {u}}_{1},\dots ,{\boldsymbol {u}}_{n}} jsou ortonormální, protože:
{\displaystyle {\begin{aligned}\langle {\boldsymbol {u}}_{i}|{\boldsymbol {u}}_{j}\rangle &=\sum _{i'}\sum _{j'}{\Bigl \langle }{\bigl (}{\boldsymbol {G}}^{-1/2}{\bigr )}_{i'i}{\boldsymbol {v}}_{i'}{\Bigr |}{\Bigl .}{\bigl (}{\boldsymbol {G}}^{-1/2}{\bigr )}_{j'j}{\boldsymbol {v}}_{j'}{\Bigr \rangle }\\[10mu]&=\sum _{i'}\sum _{j'}{\bigl (}{\boldsymbol {G}}^{-1/2}{\bigr )}_{ii'}{\boldsymbol {G}}_{i'j'}{\bigl (}{\boldsymbol {G}}^{-1/2}{\bigr )}_{j'j}\\[8mu]&={\bigl (}{\boldsymbol {G}}^{-1/2}{\boldsymbol {GG}}^{-1/2}{\bigr )}_{ij}=\delta _{ij}\end{aligned}}}
V odvození byl využit vztah {\displaystyle {\bigl (}{\boldsymbol {G}}^{-1/2}{\bigr )}^{\mathrm {H} }={\boldsymbol {G}}^{-1/2}}, neboť  {\displaystyle {\boldsymbol {G}}^{-1/2}} je z definice hermitovská.

## Aplikace

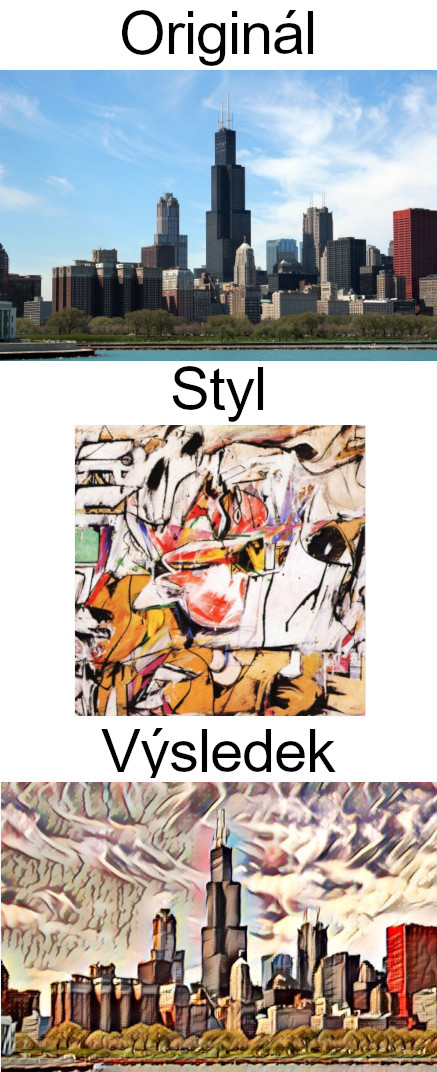
Přenos stylu obrázku na základě metod souvisejících s Gramovou maticí.

- Přenos stylu obrázku na základě metod souvisejících s Gramovou maticí.V Riemannově geometrii lze pro dané vnoření {\displaystyle k}-rozměrného Riemannova mnohostěnu {\displaystyle {\boldsymbol {M}}\subset \mathbb {R} ^{n}} a parametrizaci {\displaystyle \phi :U\to M} pro {\displaystyle (x_{1},\ldots ,x_{k})\in U\subset \mathbb {R} ^{k}} spočítat objemovou formu {\displaystyle \omega } na {\displaystyle {\boldsymbol {M}}} vyvolanou vnořením pomocí Gramiánu souřadnicových tečných vektorů:

{\displaystyle \omega ={\sqrt {\det {\boldsymbol {G}}}}\ dx_{1}\cdots dx_{k},\quad {\boldsymbol {G}}=\left[\left\langle {\frac {\partial \phi }{\partial x_{i}}}\right|\left.{\frac {\partial \phi }{\partial x_{j}}}\right\rangle \right]}.
Tímto způsobem lze zobecnit klasický povrchový integrál parametrizovaného povrchu {\displaystyle \phi :U\to S\subset \mathbb {R} ^{3}} pro {\displaystyle (x,y)\in U\subset \mathbb {R} ^{2}}:
{\displaystyle \int _{S}f\ dA=\iint _{U}f(\phi (x,y))\,\left|{\frac {\partial \phi }{\partial x}}\,{\times }\,{\frac {\partial \phi }{\partial y}}\right|\,dx\,dy.}
- V metodě konečných prvků vzniká Gramova matice při aproximaci funkce z konečného rozměrového prostoru; položky Gramovy matice jsou pak skalárními součiny bázových funkcí konečně rozměrného podprostoru.
- Tvoří-li vektory centrované náhodné veličiny, potom je Gramián přibližně úměrný kovarianční matici, přičemž úměra závisí na délce vektorů.
- V teorii řízení (nebo obecněji v teorii systémů) určují vlastnosti lineárního systému Gramián řiditelnosti a Gramián pozorovatelnosti.
- Gramovy matice se vyskytují v modelování neuronových sítí pro úpravy stylu obrazu, viz ukázka vpravo.[1]
- Ve strojovém učení jsou jádrové funkce často reprezentovány jako Gramovy matice.[2]
- V kvantové chemii odpovídá Gramova matice vektorů báze matici překrytí.